# 文部省唱歌

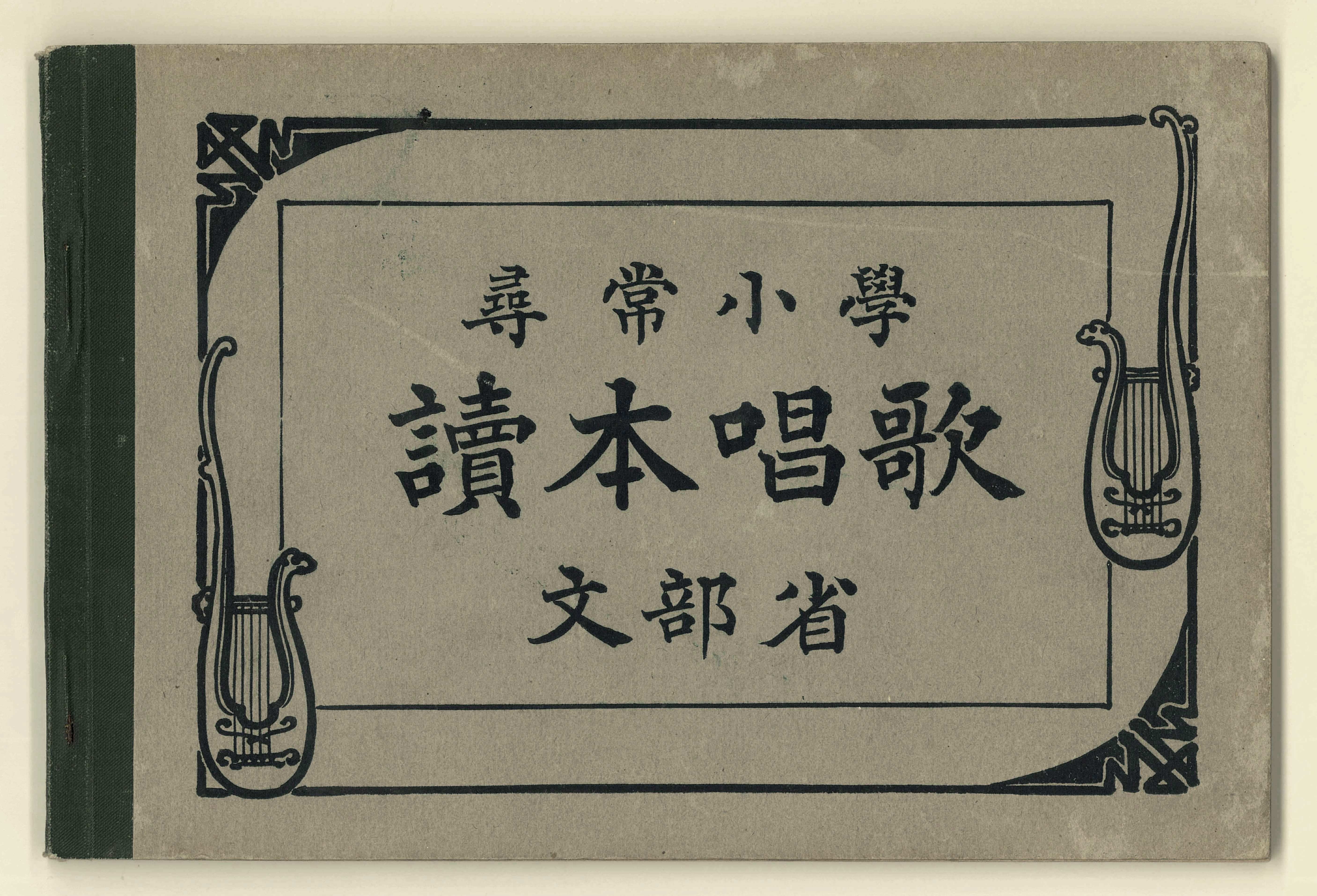
尋常小学読本唱歌の教科書　1910年（明治43年）

文部省唱歌（もんぶしょうしょうか）とは、明治から昭和にかけて文部省（現・文部科学省）が編纂した、尋常小学校、高等小学校、国民学校及び学制改革後の小学校の唱歌、芸能科音楽の教科書に掲載された楽曲の総称である。ただし、文部省が定めた正式名称ではない。

## 概要
1910年（明治43年）の『尋常小学読本唱歌』から1944年（昭和19年）の『高等科音楽一』までの教科書に掲載された楽曲。1910年代から尋常小学校で教えられた。なお、1900年代までの翻訳唱歌は「文部省唱歌」に含まれない。
『尋常小学読本唱歌』（全27曲）およびこれを学年別に振り分けた『尋常小学唱歌』（全120曲）に収録された唱歌は、全て日本人による新作であった。当時、文部省は作詞者・作曲者に高額な報酬を払い、名は一切出さずまた作者本人も口外しないという契約を交わした。「国」が作った歌であるということを強調したかったのだとも言われる。そもそも合議制で編纂されたため、個人の著作物とするのは無理がある。時代の変化にともない、歌詞が変更されることも多かった。検定教科書の時代になって著作者を明らかにしなければならなくなったが、その作業が学問的に行われたことはなく、著作者が判明しても根拠が弱いものも少なくないため、個々の作詞・作曲者を出さず「文部省唱歌」とだけ表記している教科書・歌集もある。
唱歌の中には『ふじの山』、『故郷』、『春の小川』、『朧月夜』などのように、現代の日本においても広く愛唱されている曲も多い。

## 教科書
- 『尋常小学読本唱歌』（1910年）
- 『尋常小学唱歌（第一学年用～第六学年用）』（1911年～1914年）
- 『高等小学唱歌』（1930年）
- 『新訂尋常小学唱歌（第一学年用～第六学年用）』（1932年）
- 『新訂高等小学唱歌（男子用・女子用）（第一学年用～第三学年用）』（1935年）
- 『ウタノホン（うたのほん）上、下』（国民学校初等科1、2年生）（1941年）
- 『初等科音楽一～四』（国民学校初等科3～6年生）（1942年から1943年まで）
- 『高等科音楽一（男子用・女子用）』（1944年）